# Sapato.ru
Sapato.ru (произносится Сапато точка ру, слово «zapato» в переводе с испанского языка означает «обувь») — российский интернет-магазин обуви.
Sapato.Ru входит в топ-100 крупнейших российских интернет-ретейлеров.. Журнал «Коммерсантъ Секрет фирмы» оценивает среднемесячный оборот магазина в 120 млн руб.
В феврале 2012 года компания куплена онлайн-ретейлером Ozon.Ru за $50 млн в форме обмена акциями между акционерами.
В мае 2015 года компания Ozon.ru продала Sapato.ru проекту KupiVIP

## История

### Первый этап инвестиций
Проект был запущен в июне 2010 года инвестиционным фондом Fast Lane Ventures при поддержке венчурного фонда eVenture Capital Partners, компании Direct Group и инвестиционного холдинга AB Kinnevik как интернет-магазин, специализирующийся на продаже обуви через интернет. Была создана компания ООО «Запато.ру», состоявшая из ключевого подразделения и фотостудии.

### Второй этап инвестиций
В июне 2011 Sapato.ru привлек $12 млн. Основным инвестором стал фонд Intel Capital, который получил чуть меньше блокирующего пакета компании.
С февраля 2013 года и. о. генерального директора назначена Саблина Татьяна Владимировна.

## Бизнес-модель
Подобно многим другим проектам фонда FastLane Ventures, проект Sapato.Ru является «клоном» американского интернет-ретейлера www.zappos.com, созданного Тони Шейем.
При составлении коллекций магазин ориентируется в основном на женскую целевую аудиторию. В ассортименте 70 % составляет женская обувь, 15 % — мужская и 15 % — детская.

## Техническая платформа
Сайт был реализован компанией QSOFT на базе платформы «1С-Битрикс: Управление Сайтом», интегрированной с программным продуктом «1С: Управление торговлей».

## Публикации в интернет
- «Есть люди, которые видят проблемы. А я вижу возможности» (интервью с гендиректором Sapato.Ru Маттье Ланнеграндом на Forbes.Ru)
- towave.ru — Ozon выкупит убыточный Sapato (В 2010 году чистый убыток — 42,6 миллиона рублей.)
- Аргументы и Факты — Ozon выкупил интернет-магазин обуви и аксессуаров Sapato
- Adindex.ru — Российский онлайн-магазин обуви Sapato.ru привлек $12 млн инвестиций
- Oborot.ru — Sapato.ru тратит деньги инвесторов на рекламу
- RWR.ru — Онлайн-магазин Sapato.ru привлек хорошие инвестиции.
- FashionTime.ru — Ваша обувь приедет к вам сама: онлайн-покупки нового поколения
- Журнал Glamour онлайн-версия — В новом сезоне с Sapato.ru
- Techcrunch.com — Sapato.ru, the «Zappos of Russia», raises $12 million from Intel, others

## Публикации в прессе
- Газета Коммерсантъ — Sapato переобулся
- Газета Ведомости -Intel Capital вложился в российские интернет-проекты

## Рейтинги
- Forbes.ru — 30 российских интернет-компаний: новый рейтинг Forbes